# Phidippus mystaceus
Phidippus mystaceus es una especie de araña araneomorfa del género Phidippus, familia Salticidae. Fue descrita científicamente por Hentz en 1846.
Es endémica de los Estados Unidos. Se encuentra en Connecticut, Nueva York, Nueva Jersey, Maryland, Washington, Virginia, Ohio, Illinois, Kentucky, Carolina del Norte, Carolina del Sur, Georgia, Florida, Alabama, Arkansas, Misuri, Kansas, Oklahoma, Texas y Colorado.
Las hembras de Phidippus mystaceus miden aproximadamente entre 10 y 16 mm de longitud corporal, los machos tienden a ser más pequeños. Son arañas relativamente grandes y se componen de varios colores (puede variar de marrón a gris), además presentan «tres conjuntos de marcas abdominales» (pueden ser blancas y negras). Las patas de algunas especies presentan un color oscuro y amarillento.
Las hembras y algunos machos (inmaduros) de Phidippus mystaceus se distinguen de otras especies como Phidippus otiosus por las marcas que presentan en su caparazón. En cambio, la mayoría de los machos adultos suelen diferenciarse de los demás con facilidad. Puede saltar el equivalente a 50 veces la longitud de su cuerpo, sin tener músculos muy desarrollados, sino simplemente por un aumento muy rápido de su presión arterial, por contracción de sus músculos en la parte anterior.
El nombre de la especie se deriva del griego antiguo mystax, que significa «bigote», que presentan las hembras de esta especie. Un sinónimo más antiguo de la especie es Phidippus asinarius, en referencia a las marcas sobre los ojos que se parecen o asemejan a las orejas de un burro.